# Метод Кауэра

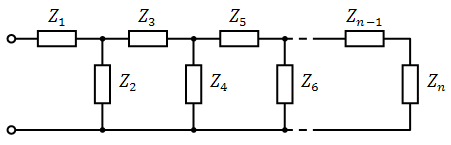
Рис. 1. Электрическая схема, реализующая реактансную функцию методом Кауэра

Метод Кауэра — метод синтеза линейных двухполюсников, основанный на разложении реактансной функции в цепную дробь.
На рис. 1 показана электрическая схема, состоящая из сопротивлений {\displaystyle Z_{1}...Z_{n}} (в общем случае — комплексных). Реактансная функция этой схемы выражается цепной дробью
{\displaystyle Z(p)=Z_{1}+{\frac {1}{Y_{2}+{\frac {1}{Z_{3}+{\frac {1}{Y_{4}+{\frac {1}{Z_{5}+...}}}}}}}},}
где {\displaystyle Y_{i}={\frac {1}{Z_{i}}}} — комплексная проводимость звена.

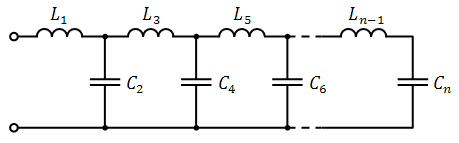
Рис. 2. LC-схема, реализующая реактансную функцию методом Кауэра

Полагая, что звенья с нечётными номерами имеют индуктивное сопротивление {\displaystyle Z_{i}=pL_{i}}, а звенья с чётными номерами — ёмкостное {\displaystyle Y_{k}=pC_{k}} (рис. 2), получим выражение
{\displaystyle Z(p)=pL_{1}+{\frac {1}{pC_{2}+{\frac {1}{pL_{3}+{\frac {1}{pC_{4}+{\frac {1}{pL_{5}+...}}}}}}}}.}
Так как реактансная функция линейного двухполюсника представляет собой дробь, числитель и знаменатель которой являются полиномами от p, преобразование реактансной функции в цепную дробь позволяет немедленно получить физическую реализацию двухполюсника в виде каскадной LC-схемы (рис. 2).